# 高潭革命烈士纪念碑
高潭革命烈士纪念碑，位于中国广东省惠州市惠东县高潭镇，为惠东县的一个县级文物保护单位，类型为近现代重要史迹及代表性建筑，公布时间为1987年。
革命烈士纪念碑建于1962年。